# Jairo Díaz
Jairo Díaz (nascido em 7 de fevereiro de 1945) é um ex-ciclista colombiano. Representou seu país, Colômbia, no ciclismo nos Jogos Olímpicos de Verão de 1972.